# Frondispora bicalcarata
Frondispora bicalcarata — вид грибів, що належить до монотипового роду  Frondispora.